# Alexander Holle
Pour les articles homonymes, voir Holle.
Alexander Holle (né le 27 février 1898 et mort le 16 juillet 1978) est un général allemand de la Luftwaffe pendant la Seconde Guerre mondiale.

## Biographie
Alexander Holle est né le cinquième des six enfants du procureur général Alexander ("Alex") et son épouse Elisabeth née Hulda Roeder à Bielefeld.

### Première Guerre mondiale
Le 16 novembre 1915, il est fahnenjunker (cadet) dans le 13e régiment d'infanterie à Münster (appartenant à la 13e division). Après cinq mois de formation avec le bataillon de réserve, y compris les cours des cadets à Döberitz, début mai, il arrive avec son régiment sur le champ de bataille de Verdun. En septembre 1916, le régiment participe à la Bataille de la Somme à Bouchavesnes, où il prend d'assaut les ruines de ce village et l'occupe pendant huit jours en subissant les contre-attaques continues des Français. Après de lourdes pertes, les troupes s'en retirent puis sont utilisées à nouveau sans interruption à Verdun, dans les environs de leur ancienne position sur la cote 304. Holle est atteint de la fièvre paratyphoïde et emmené à l'hôpital de campagne d'où il revient rapidement pour servir sur le front. À la suite de l'assaut de la cote 304, le 26 décembre 1916, il reçoit la croix de fer de IIe classe et est promu Leutnant (Lieutenant).
En avril 1917, il est transféré en tant qu'observateur en ballon dans la Feld-Luftschiffer-Abteilung 7 et se trouve en mai 1918 au Chemin des Dames puis participe à la grande offensive de l'Aisne, de la Vesle et de la Marne jusqu'à Dormans, où le 2 juin, il se voit décerner la croix de fer de première classe. Au cours de ses surveillances en ballon, Alexander Holle a été trois fois abattu par des avions ennemis, sautant en parachute à chaque fois. Après le passage fatidique de la Marne, le 15 juillet 1918, le régiment prend part au grand mouvement de retraite par Château-Thierry, Laon et Hirson. Il se trouve à Namur au moment de la trêve de novembre, à Sankt Vith en Allemagne au moment de l'armistice du 11 novembre, et à Cassel au moment de la démobilisation en décembre.

### Entre les deux guerres
Après la Première Guerre mondiale, Alexander Holle s'engage dans la Reichswehr dans une compagnie de mortiers utilisant le Minenwerfer du 16e régiment d'infanterie à Oldenbourg. En 1931, il est au quartier général de la 1re Division à Kœnigsberg et est promu, quelques années plus tard, Major dans la Luftwaffe (Armée de l'Air), puis le 1er avril 1937, Commandant du III. Gruppe des Kampfgeschwaders Immelmann  à Anklam. Le 1er octobre 1937, il est nommé Oberstleutnant (lieutenant-colonel) de la Force aérienne et commandant du III. Gruppe du  Sturzkampfgeschwader Immelmann, puis du I. Gruppe du Sturzkampfgeschwader 163.

### Seconde Guerre mondiale
Au cours de la Seconde Guerre mondiale, il est promu Oberst (Colonel) et chef d'état-major du IV. Fliegerkorps de février 1939 à octobre 1940. Il participe d'octobre 1940 à juin 1943 à la lutte contre les convois britanniques comme le convoi PQ 17 en 1942 en tant que Commandant d'une unité de bombardiers.
Il reçoit, le 11 mai 1942, la croix allemande en or puis, le 30 décembre 1942, la croix de chevalier de la croix de fer. Le 1er février 1943, il est promu Generalmajor (Général de division) et le 1er janvier 1944 au grade de Generalleutnant (Lieutenant-Général).
Puis il est nommé, de juin 1943 à août 1944, commandant d'un détachement en Grèce occupée. D'août 1944 à septembre 1944, il est nommé commandant général de la Luftflotte 4 en Roumanie, puis du 22 au 26 septembre 1944 de la Luftflotte 3 en Hongrie. Son dernier poste de commandement en décembre 1944 a été celui de commandant général de la IV. Fliegerkorps au Danemark.

### Après-guerre
Prisonnier des Britanniques, sa captivité dure du 8 mai 1945 au 8 février 1948. Après sa libération, il se marie, le 12 mai 1948, à Flensburg, avec Friedel Bekowies, avec laquelle il a une fille, Ingrid.
Le 16 juillet 1978, Alexander Holle décède à Munich. Il a exprimé le souhait que la Bundeswehr lui envoie une délégation. Deux soldats ont tenu une Garde d'honneur au cercueil et transporté sur un coussin de velours sa croix de chevalier.

## Promotions militaires
- Fähnrich: 18 juillet 1916
- Leutnant: 27 janvier 1917
- Oberleutnant: 1er avril 1925
- Hauptmann: 1er février 1933
- Major: 1er juillet 1935
- Oberstleutnant: 1er octobre 1937
- Oberst: 1er février 1940
- Generalmajor: 1er février 1943
- Generalleutnant: 1er janvier 1944

## Décorations
- Croix de fer (1914) 
  - 2e Classe (26 décembre 1916)
  - 1re Classe (2 juin 1918)
- Ordre de la Croix de la Liberté avec épées 1re classe finlandaise (23 août 1942)
- Médaille de service de longue durée de la Wehrmacht 4e à 1re Classe
- Croix allemande en Or (11 mai 1942)
- Fermoir à la croix de fer
  - 2e Classe
  - 1re Classe
- Croix d'honneur
- Croix de chevalier de la croix de fer (30 décembre 1942)

## Sources
- (de) Cet article est partiellement ou en totalité issu de l’article de Wikipédia en allemand intitulé « Alexander Holle » (voir la liste des auteurs).